# Lijst van voetbalinterlands Schotland - Uruguay
Deze lijst van voetbalinterlands is een overzicht van alle officiële voetbalwedstrijden tussen de nationale teams van Schotland en Uruguay. De landen speelden tot op heden vier keer tegen elkaar. Het eerste duel, een groepswedstrijd tijdens het Wereldkampioenschap voetbal 1954, werd gespeeld in Bazel (Zwitserland) op 19 juni 1954. De laatste ontmoeting, een groepswedstrijd tijdens het Wereldkampioenschap voetbal 1986, vond plaats op 13 juni 1986 in Ciudad Nezahualcóyotl (Mexico).

## Wedstrijden
| № | Plaats                | Datum             | Competitie        | Wedstrijd           | Uitslag |
| - | --------------------- | ----------------- | ----------------- | ------------------- | ------- |
| 1 | Bazel                 | 19 juni 1954      | WK 1954           | Schotland – Uruguay | 0 – 7   |
| 2 | Glasgow               | 2 mei 1962        | Vriendschappelijk | Schotland – Uruguay | 2 – 3   |
| 3 | Glasgow               | 21 september 1983 | Vriendschappelijk | Schotland – Uruguay | 2 – 0   |
| 4 | Ciudad Nezahualcóyotl | 13 juni 1986      | WK 1986           | Schotland – Uruguay | 0 – 0   |

## Samenvatting
| Competitie        | Totaal gespeeld | Winst Schotland | Gelijk | Winst Uruguay | Doelsaldo Schotland – Uruguay |
| ----------------- | --------------- | --------------- | ------ | ------------- | ----------------------------- |
| WK-eindronde      | 2               | 0               | 1      | 1             | 0 − 7                         |
| Vriendschappelijk | 2               | 1               | 0      | 1             | 4 − 3                         |
| Totaal            | 4               | 1               | 1      | 2             | 4 − 10                        |

## Details

### Eerste ontmoeting
| WK 1954 (Bazel, Zwitserland, 19 juni 1954): |              | |
| Schotland | 0 – 7        | Uruguay |
| | goals        | 17' Carlos Borges 31' Oscar Míguez 48' Carlos Borges 55' Julio César Abbadie 58' Carlos Borges 82' Oscar Míguez 84' Julio César Abbadie                                                |
| Andy Beattie | bondscoach   | Juan López |
| Fred Martin Willie Cunningham Jock Aird Tommy Docherty James Davidson Doug Cowie Johnny McKenzie Willie Fernie Neil Mochan Allan Brown William Ormond | opstellingen | Roque Máspoli José Santamaría William Martínez Víctor Rodríguez Obdulio Varela Luis Alberto Cruz Julio César Abbadie Javier Ambrois Oscar Míguez Juan Alberto Schiaffino Carlos Borges |

### Tweede ontmoeting
| Vriendschappelijk (Glasgow, Schotland, 2 mei 1962):                                                                                                 |              | |
| Schotland | 2 – 3        | Uruguay |
| James Baxter 74' Ralph Brand 88' | goals        | 37' José Sacía 44' Luis Cubilla 47' Luis Cubilla |
| Ian McColl | bondscoach   | Juan Carlos Corazzo |
| Eddie Connachan 46' Eric Caldow Pat Crerand 75' Billy McNeill James Baxter Alex Scott Pat Quinn Ian St. John Ralph Brand Davie Wilson Alex Hamilton | opstellingen | Roberto Sosa Horacio Troche Ruben Soria Edguardo González Néstor Gonçálvez Pedro Cubilla Ronald Langón Julio César Cortés José Sacía Vladas Douksas Luis Cubilla |
| Billie Ritchie 46' Duncan MacKay 75' | wissels      | |
| - Debuut van William Ritchie (Glasgow Rangers) voor Schotland.                                                                                      |              | |

### Derde ontmoeting
| Vriendschappelijk (Glasgow, Schotland, 21 september 1983): |              | |
| Schotland | 2 – 0        | Uruguay |
| John Robertson 24' (pen.) Davie Dodds 55' | goals        | |
| Jock Stein | bondscoach   | Omar Borrás |
| Jim Leighton Richard Gough Arthur Albiston Graeme Souness Alex McLeish Willie Miller Kenny Dalglish Paul McStay 77' Frank McGarvey 17' John Robertson John Wark | opstellingen | Rodolfo Rodríguez Nelson Gutierrez Washington González Mario Saralegui 46' Luis Acosta 70' Alberto Santelli Eduardo Acevedo 46' Jorge Barrios Nelson Agresta 70' Venancio Ramos Victor Hugo Diogo |
| Davie Dodds 17' Neil Simpson 77' | wissels      | 46' Alfredo De Los Santos 46' Maurico Silvera 70' Carlos Aguilera 70' Néstor Montelongo |
| - Debuut van Paul McStay (Celtic) en Davie Dodds (Dundee United) voor Schotland.                                                                                |              | |

### Vierde ontmoeting
| WK 1986 (Ciudad Nezahualcóyotl, Mexico, 13 juni 1986): |              | |
| Schotland | 0 – 0        | Uruguay |
| | goals        | |
| Alex Ferguson | bondscoach   | Omar Borrás |
| Jim Leighton Richard Gough Arthur Albiston Roy Aitken David Narey William Miller Gordon Strachan Graeme Sharp Steve Nicol 70' Paul McStay Paul Sturrock 70'                                                     | opstellingen | Fernando Álvez Victor Hugo Diogo Eduardo Acevedo Nelson Gutiérrez José Alberto Batista Alfonso Pereira Jorge Barrios Sergio Santín 84' Enzo Francescoli 71' Venancio Ramos Wilmar Cabrera |
| Davie Cooper 70' Charles Nicholas 70' | wissels      | 71' Mario Saralegui 84' Antonio Alzamendi |
| David Narey 48' Steve Nicol 62' | gele kaarten | 32' Wilmar Cabrera 72' Victor Hugo Diogo 87' Fernando Álvez |
| | rode kaarten | 1' José Alberto Batista |
| - Scheidsrechter Joël Quiniou stuurt de Uruguayaanse verdediger José Alberto Batista al na 55 seconden van het veld. - Laatste interland van Victor Hugo Diogo (33ste) en Mario Saralegui (29ste) voor Uruguay. |              | |

SFA · A-internationals · Selecties · Bondscoaches · Statistieken · Schots vrouwenelftal · Brits olympisch elftal · Schotland U21 · Schotland U20 · Schotland U19 · Schotland U18 · Schotland U17 · Schotland U16 · Vrouwen U17
1872 – 1899 ·
1900 – 1919 ·
1920 – 1929 ·
1930 – 1939 ·
1940 – 1949 ·
1950 – 1959 ·
1960 – 1969 ·
1970 – 1979 ·
1980 – 1989 ·
1990 – 1999 ·
2000 – 2009 ·
2010 – 2019 ·
2020 − 2029
EK's: 1992 ·
1996 ·
2020 ·
2024
WK's: 1954 ·
1958 ·
1974 ·
1978 ·
1982 ·
1986 ·
1990 ·
1998
1872 ·
1873 ·
1874 ·
1875 ·
1876 ·
1877 ·
1878 ·
1878 ·
1879 ·
1880 ·
1881 ·
1882 ·
1883 ·
1884 ·
1885 ·
1886 ·
1887 ·
1888 ·
1889 ·
1890 ·
1891 ·
1892 ·
1893 ·
1894 ·
1895 ·
1896 ·
1897 ·
1898 ·
1899 ·
1900 ·
1901 ·
1902 ·
1903 ·
1904 ·
1905 ·
1906 ·
1907 ·
1908 ·
1909 ·
1910 ·
1911 ·
1912 ·
1913 ·
1914 ·
1915–1919 ·
1920 ·
1921 ·
1922 ·
1923 ·
1924 ·
1925 ·
1926 ·
1927 ·
1928 ·
1929 ·
1930 ·
1931 ·
1932 ·
1933 ·
1934 ·
1935 ·
1936 ·
1937 ·
1938 ·
1939 ·
1940–1945 ·
1946 ·
1947 ·
1948 ·
1949 ·
1950 ·
1951 ·
1952 ·
1953 ·
1954 ·
1955 ·
1956 ·
1957 ·
1958 ·
1959 ·
1960 ·
1960 ·
1961 ·
1962 ·
1963 ·
1964 ·
1965 ·
1966 ·
1967 ·
1968 ·
1969 ·
1970 ·
1971 ·
1972 ·
1973 ·
1974 ·
1975 ·
1976 ·
1977 ·
1978 ·
1979 ·
1980 ·
1981 ·
1982 ·
1983 ·
1984 ·
1985 ·
1986 ·
1987 ·
1988 ·
1989 ·
1990 ·
1991 ·
1992 ·
1993 ·
1994 ·
1995 ·
1996 ·
1997 ·
1998 ·
1999 ·
2000 ·
2001 ·
2002 ·
2003 ·
2004 ·
2005 ·
2006 ·
2007 ·
2008 ·
2009 ·
2010 ·
2011 ·
2012 ·
2013 ·
2014 · 
2015 · 
2016 · 
2017 ·
2018 ·
2019 ·
2020 ·
2021 ·
2022
Albanië ·
Argentinië · 
Armenië ·
Australië ·
België ·
Bosnië en Herzegovina ·
Brazilië ·
Bulgarije ·
Canada ·
Chili ·
Colombia ·
Congo-Kinshasa ·
Costa Rica ·
Cyprus ·
DDR ·
Denemarken ·
Duitsland ·
Ecuador ·
Egypte ·
Engeland ·
Estland ·
Faeröer ·
Finland ·
Frankrijk ·
Georgië ·
Gibraltar · 
GOS ·
Griekenland ·
Hongarije ·
Ierland ·
IJsland ·
Iran ·
Israël ·
Italië ·
Japan ·
Joegoslavië ·
Kazachstan ·
Kroatië ·
Letland ·
Liechtenstein ·
Litouwen ·
Luxemburg ·
Malta ·
Marokko ·
Mexico ·
Moldavië ·
Nederland ·
Nieuw-Zeeland ·
Nigeria · 
Noord-Ierland ·
Noord-Macedonië ·
Noorwegen ·
Oekraïne ·
Oostenrijk ·
Paraguay ·
Peru ·
Polen ·
Portugal ·
Qatar ·
Roemenië ·
Rusland ·
San Marino ·
Saoedi-Arabië ·
Servië ·
Slovenië ·
Slowakije · 
Sovjet-Unie ·
Spanje ·
Trinidad en Tobago · 
Tsjechië ·
Tsjecho-Slowakije ·
Turkije · 
Uruguay ·
Verenigde Staten ·
Wales ·
Wit-Rusland ·
Zuid-Afrika ·
Zuid-Korea ·
Zweden ·
Zwitserland
Engeland (2021) · 
Kroatië (2021) · 
Nieuw-Zeeland (1982) · 
Tsjechië (2021)
AUF · A-internationals · Selecties · Bondscoaches · Uruguayaans vrouwenelftal · Olympisch elftal · Uruguay U21 · Uruguay U20 · Uruguay U19 · Uruguay U18 · Uruguay U17
1900 – 1909 ·
1910 – 1919 ·
1920 – 1929 ·
1930 – 1939 ·
1940 – 1949 ·
1950 – 1959 ·
1960 – 1969 ·
1970 – 1979 ·
1980 – 1989 ·
1990 – 1999 ·
2000 – 2009 ·
2010 – 2019 ·
2020 – 2029
WK 1930 · 
WK 1950 · 
WK 1954 · 
WK 1962 · 
WK 1966 · 
WK 1970 ·
WK 1974 · 
WK 1986 · 
WK 1990 · 
WK 2002 · 
WK 2010 · 
WK 2014 · 
WK 2018
OS 1924 · 
OS 1928 ·
OS 2012
1902 · 
1903 · 
1904 · 
1905 · 
1906 · 
1907 · 
1908 · 
1909 ·
1910 · 
1911 · 
1912 · 
1913 · 
1914 · 
1915 · 
1916 · 
1917 · 
1918 · 
1919 ·
1920 · 
1921 · 
1922 · 
1923 · 
1924 · 
1925 · 
1926 · 
1927 · 
1928 · 
1929 ·
1930 · 
1931 · 
1932 · 
1933 · 
1934 · 
1935 · 
1936 · 
1937 · 
1938 · 
1939 ·
1940 · 
1941 · 
1942 · 
1943 · 
1944 · 
1945 · 
1946 · 
1947 · 
1948 · 
1949 ·
1950 · 
1951 · 
1952 · 
1953 · 
1954 · 
1955 · 
1956 · 
1957 · 
1958 · 
1959 ·
1960 · 
1961 · 
1962 · 
1963 · 
1964 · 
1965 · 
1966 · 
1967 · 
1968 · 
1969 ·
1970 · 
1971 · 
1972 · 
1973 · 
1974 · 
1975 · 
1976 · 
1977 · 
1978 · 
1979 ·
1980 · 
1981 · 
1982 · 
1983 · 
1984 · 
1985 · 
1986 · 
1987 · 
1988 · 
1989 ·
1990 ·
1991 · 
1992 · 
1993 · 
1994 · 
1995 · 
1996 · 
1997 · 
1998 · 
1999 · 
2000 · 
2001 · 
2002 · 
2003 · 
2004 · 
2005 · 
2006 · 
2007 · 
2008 · 
2009 · 
2010 · 
2011 · 
2012 · 
2013 · 
2014 · 
2015 · 
2016 ·
2017 ·
2018 ·
2019 ·
2020 ·
2021 ·
2022 ·
2023 ·
2024
Algerije ·
Angola ·
Argentinië ·
Australië ·
België ·
Bolivia ·
Brazilië ·
Bulgarije ·
Canada ·
Chili ·
China ·
Colombia ·
Costa Rica ·
Cuba ·
DDR ·
Denemarken ·
Duitsland ·
Ecuador ·
Egypte ·
Engeland ·
Estland ·
 Finland ·
Frankrijk ·
Georgië ·
Ghana ·
Guatemala ·
Haïti ·
Honduras ·
Hongarije ·
Ierland ·
India ·
Indonesië ·
Irak ·
Iran ·
Israël ·
Italië ·
Ivoorkust ·
Jamaica ·
Japan ·
Joegoslavië ·
Jordanië ·
Libië ·
Luxemburg ·
Maleisië ·
Mexico ·
Marokko ·
Nederland ·
Nicaragua ·
Nieuw-Zeeland ·
Nigeria ·
Noord-Ierland ·
Noorwegen ·
Oekraïne ·
Oezbekistan ·
Oman ·
Oostenrijk ·
Panama ·
Paraguay ·
Peru ·
Polen ·
Portugal ·
Roemenië ·
Rusland ·
Saarland ·
Saoedi-Arabië ·
Schotland ·
Senegal ·
Servië & Montenegro ·
Singapore ·
Slovenië ·
Sovjet-Unie ·
Spanje ·
Tahiti ·
Thailand ·
Trinidad en Tobago · 
Tsjechië ·
Tsjecho-Slowakije ·
Tunesië · 
Turkije ·
Venezuela ·
Verenigde Arabische Emiraten ·
Verenigde Staten ·
Wales ·
Zuid-Afrika ·
Zuid-Korea ·
Zweden ·
Zwitserland
Argentinië (1986) ·
België (1990) ·
Brazilië (1950) · 
Colombia (2014) ·
Costa Rica (2014) ·
Denemarken (1986) ·
Denemarken (2002) ·
Duitsland (2010) ·
Egypte (2018) ·
Engeland (2014) ·
Frankrijk (2002) ·
Frankrijk (2010) ·
Frankrijk (2018) ·
Ghana (2010) ·
Italië (1990) ·
Italië (2014) ·
Mexico (2010) ·
Nederland (1974) ·
Nederland (2010) ·
Portugal (2018) ·
Rusland (2018) ·
Saoedi-Arabië (2018) ·
Schotland (1986) ·
Senegal (2002) ·
Spanje (1990) ·
West-Duitsland (1986) ·
Zuid-Afrika (2010) ·
Zuid-Korea (1990) ·
Zuid-Korea (2010)